# 3276 Porta Coeli
3276 Porta Coeli este un asteroid din centura principală, descoperit pe 15 septembrie 1982, de Antonín Mrkos.